# Peter Bording
Peter Bording (* 4. Mai 1965 in Amsterdam) ist ein niederländischer Opern- und Operettensänger (Bariton).

## Leben
Peter Bording studierte in seiner Heimat am Sweelinck Konservatorium in Amsterdam bei Erna Spoorenberg, dann an der Guildhall School of Music and Drama in London bei Thomas Hemsley. Danach studierte er privat weiter bei Cristina Deutekom. Er erhielt in den Jahren 1991 und 1992 verschiedene Stipendien, zum Beispiel vom niederländischen Staat, von der Stiftung Prins Bernhard Fonds, der Stiftung Pro Musis, vom British Council Fellowship (Amsterdam/London).
Sein Deutschland-Debüt hatte er am Opernhaus Dortmund. 1995 wurde er an das Staatstheater Braunschweig verpflichtet, an dem er u. a. als Pelléas in Pelléas et Mélisande auftrat. 1997–2000 war er dem Staatstheater Darmstadt und 2000–2011 dem Aalto-Musiktheater in Essen verbunden. Hier sang er als Antrittsrolle den Marcello in La Bohème, dann folgten Partien wie Malatesta (Don Pasquale), Figaro (Il barbiere di Siviglia), Valentin (Faust) und Papageno (Die Zauberflöte). Durch Auftritte als Danilo (Die lustige Witwe), Eisenstein (Die Fledermaus) und Edwin (Die Csárdásfürstin) machte er im Operettenrepertoire auf sich aufmerksam.
Nach seinem Debüt 2004 bei den Wiener Festwochen als Pelléas und den Bregenzer Festspiele in Kurt Weills Der Protagonist und Royal Palace folgten Einladungen größerer Bühnen. Am Grand Théâtre de Genève sang er bei der Uraufführung von Michael Jarrells Galilée die Partie der Andrea Sarti und an der Opéra National de Lyon die Bariton-Partie in Péter Eötvös’ Lady Sarashina. Er wiederholte diese Partie an der Opéra-Comique Paris, am Teatr Wielki Warschau und beim Orquestra Metropolitana de Lisboa. Er gastierte u. a. an der Staatsoper Stuttgart als Pelléas und Papageno, an der Staatsoper Hannover als Pelléas, Danilo und Silvio (Pagliacci), am Nationaltheater Mannheim und der Ungarischen Staatsoper als Melot (Tristan und Isolde), an der Deutschen Oper am Rhein als Danilo und Jupiter (Orpheus in der Unterwelt), an der Oper Graz als Figaro, am Tokyo Metropolitan Theatre als Danilo sowie Eisenstein und an der Komischen Oper Berlin als Eisenstein, Jupiter, Fred Graham/Petruchio (Kiss Me, Kate), Silvius (Die Perlen der Cleopatra) und Bratfisch bei der europäische Erstaufführung von Emmerich Kálmáns Broadway-Musical Marinka. 2023 sang er die Partie des Andrea Coclé in der österreichischen Erstaufführung von Erich Wolfgang Korngolds Die stumme Serenade für das MusikTheater an der Wien in der Wiener Kammeroper.
Mit den Titelpartien in Egks Peer Gynt und Verdis Rigoletto erweiterte er 2015 sein Repertoire.

## Repertoire (Auswahl)
- Bellini: I puritani – Sir Riccardo Forth
- Debussy: Pelléas et Mélisande – Pelléas
- Donizetti: Lucia di Lammermoor – Lord Enrico Ashton
- Egk: Peer Gynt – Peer Gynt
- Kálmán: Die Csárdásfürstin – Edwin
- Leoncavallo: Pagliacci – Tonio und Silvio
- Lehár: Die lustige Witwe – Danilo
- Mozart: Così fan tutte – Guglielmo
- Mozart: Le nozze di Figaro – Conte Almaviva
- Mozart: Die Zauberflöte – Papageno
- Porter: Kiss Me, Kate – Fred Graham / Petruchio
- Puccini: La Bohème – Marcello
- Puccini: Tosca – Scarpia
- Rossini: Il barbiere di Siviglia – Figaro
- J. Strauss: Die Fledermaus – Eisenstein
- Verdi: La traviata – Giorgio Germont
- Verdi: Rigoletto – Rigoletto
- Von Einem: Dantons Tod – Georges Danton

## Diskografie (Auswahl)
- Lloyd Webber: The Phantom of the Opera. Mit u. a. Henk Poort, Joke de Kruijf, Peter de Smet, Dirigent: Maurice Luttikhuis. Niederländische Version  (Polydor; 1993)
- Stephan Kanyar: SHyLOCK! Musical mit Texten von Brigitte Fassbaender nach William Shakespeare. Mit u. a. Brigitte Fassbaender, Matthias Stockinger (Sound of Music; 2012)

## Auszeichnungen
- 1996: Gewinner des Alexander Girardi Wettbewerb, Coburg
- 1996: 3. Preis beim Cristina Deutekom Concours, Enschede
- 1997: Nominierung zum Sänger des Jahres in der Fachzeitschrift Opernwelt für Pelléas
- 2003: Nominierung zum Nachwuchssänger des Jahres in der Theaterfachzeitschrift Theater pur für Danilo
- 2015: Schaunard Award, Presse- und Publikumspreis des Opernmagazines Place de l'Opéra[8]